# 天頂山
天頂山（てんちょうざん）は、北海道羅臼町と斜里町とにまたがる知床半島の中の第四紀火山である。標高は1,046m。2011年6月7日に活火山に指定された。

## 特徴
天頂山は安山岩質溶岩からなる小型の火山である。山頂には北東－南西方向の羅臼岳断層系活断層に沿った1,800mにわたる爆裂火口列が走る。火口列は直径250m以下の爆裂火口が15個以上連なったもので一部火口壁は知床峠から望むことができるが、それを説明する看板等は知床峠に設置されてはいない。火口は新鮮な形を留めており、噴火がそれほど昔ではなかった事をうかがうことができる。

## 噴火活動時期
文献記録に残る噴火歴は無く、地質調査により判明した最新の噴火は約1,900年前の水蒸気噴火。推定噴出量 0.02km3とされる。

## 登山
登山道は無い。山頂向かうためにはハイマツ漕ぎを余儀なくされる。登頂するのは残雪期に知床峠を基点とするのが一般的である。